# Krámec
Krámec (1523 m) – szczyt w Niżnych Tatrach na Słowacji. Znajduje się w północnym grzbiecie Chabenca (1955 m). Grzbiet ten na wysokości 1702 m rozgałęzia się na dwa ramiona. Krámec znajduje się w ramieniu lewym, które poprzez szczyty Kramec i Vysoká biegnie w kierunku północno-zachodnim i kończy się grzbietem Magury Lupczańskiej (Ľupčianska Magura,1318 m). W kierunku południowo-zachodnim Krámec tworzy krótki grzbiet.
Nazwa szczytu pochodzi od słowa krámec oznaczającego drewniany domek robotników leśnych (zazwyczaj buda z desek). 
Krámec tworzy zbocza dla trzech dolin:
- od północno-wschodniej strony jest to Kľačianska dolina.
- od południowej i południowo-zachodniej strony dolina Veľká Oružná
- północno-zachodnie stoki opadają do dolinki wciosowej potoku o nazwie Krámecký potok

Dwie ostatnie doliny są bocznymi odgałęzieniami Doliny Lupczańskiej (Ľupčianska dolina). Jest to dolina walna. Z trzech dolin u podnóża Krámeca wypływają trzy potoki: Kľacianka, Krámecký potok i Veľký Oružný potok.
Krámec jest niemal całkowicie porośnięty lasem, trawiaste są tylko niewielkie grzbietowe jego partie. Nie prowadzi nim żadny szlak turystyczny.